# Прощення крові
«Прощення крові» (алб. Falja e Gjakut) — албансько-американський драматичний фільм 2011 року. Кінострічка драматурга і кінорежисера Джошуа Марстона, відомого по телевізійних проектах «Новини» і «Чорний ящик», сценарій якої він написав разом з Андаміоном Муратаєм, завоювала нагороду «Срібний ведмідь» на Берлінському кінофестивалі в 2011 році.

## Сюжет
Учень старших класів, син простих робітників, вирішує зайнятися організацією власного бізнесу, який, як він сподівається, буде приносити чималий дохід, що забезпечить йому і його родині безтурботне існування. А Рудіна, молодша дочка подружжя, хоче стати студенткою елітного коледжу і отримати гідну освіту. Але на жаль, мріям молодих людей не судилося втілитися в життя, після того, як доля посилає їм нелегке випробування.
Представники закону пред'являють батькові дітей серйозні звинувачення і вимагають, щоб він постав перед судом. Чоловік втікає з дому і безслідно зникає. Рідні втікача змушені перебувати під домашнім арештом, адже саме цього вимагає від них стародавні закони Албанії...

## У ролях
| Актор                | Роль            |
| -------------------- | --------------- |
| Трістан Галіладж     | Нік             |
| Рефет Абазі          | Марк            |
| Зана Хасай           | Барда           |
| Еріон Мані           | Том             |
| Луан Джаха           | Зеф             |
| Чун Ладжі            | Дед             |
| Ветон Османі         | Сокол           |
| Зефір «Беп» Бушаті   | Вальмір         |
| Селман Локай         | Крешнік         |
| Коль Зефі            | Шпенд           |
| Сінді Лейс           | Рудіна          |
| Ілір Вінька Селай    | Дріта           |
| Есмеральда Джонлулай | Бора            |
| Елсайд Таллаллі      | Дрен            |
| Ібрагіма Емері       | директор школи  |
| Сервете Хаджія       | Мара            |
| Арлінд Ллеші         | Лоран           |
| Альфред Лісі         | Фатмір          |
| Едмон Пепколай       | капітан поліції |
| Гег Зефі             | Афрім           |
| Петер Ноші           | Безім           |
| Джон Лула            | Сен             |
| Ісуф Дурай           | Джордж          |
| Сабрі Хагшія         | Леке            |
| Ружді Піранай        | Генс            |
| Джевдет Шіма         | Скендадж        |
| Джин Баша            | Хасан Пема      |
| Арбен Бурай          | Бурім           |